# Inrage
Inrage war eine schwedische Thrash-Metal-Band aus Uppsala, die im Jahr 2000 gegründet wurde und sich 2002 wieder auflöste.

## Geschichte
Die Band wurde im Jahr 2000 gegründet, nachdem sich die Band Lost Souls aufgelöst hatte. Ein paar Monate später nahm Pelle Saether (Carnal Forge, Terror 2000) vom Studio Underground in Västerås Kontakt mit der Band auf und nahm mit dieser einige Stücke auf. Daraus entstand ein Promotonträger, der zwei Lieder enthielt und ein weiteres Lied, das für die Kompilation Power from the North verwendet wurde.
Im Dezember 2000 begab sich die Band erneut in das Studio Underground, um ein Album aufzunehmen. Der Teil des Gesangs und der Lead-Gitarre wurde Anfang 2001 in den Dug-Out Studios in Uppsala mit Daniel Bergstrand aufgenommen. Ein paar Monate später begab sich die Band wieder zurück nach Västerås, um das Album namens Built to Destroy abzumischen. Im Jahr 2002 wurde das Album über Scarlet Records veröffentlicht. Im Sommer 2002 trennte sich die Band.

## Stil
Die Band spielt eine modern angehauchte Version des Thrash Metal, wobei der Gesang an den von Phil Anselmo erinnert.

## Diskografie
- 2002: Built to Destroy (Album, Scarlet Records)